# Alain Lewuillon
Alain Lewuillon (Elsene, 27 februari 1953) is een Belgische roeier en coach uit Elsene, een gemeente in het Brussels Hoofdstedelijk Gewest.
Lewuillon startte begin zeventiger jaren samen met zijn broer Bruno met de sport in de Royal Sport Nautique de Bruxelles met Jean de Roodt als trainer. Hij was tot diep in zijn twintiger jaren samen met zijn broer een zeer behoorlijk nationaal en ook internationaal roeier. Vanaf het begon hij aan een opgemerkte internationale carrière. Hoogtepunt was daarin een vierde plaats op de Olympische Zomerspelen 1988, waar hij samen met Wim Van Belleghem in twee zonder stuurman roeide. Ze eindigden daar op 9 seconden van vijfvoudig Olympisch winnaar en absoluut recordhouder Steve Redgrave en lieten de teams van Oost- en West-Duitsland, de Sovjet-Unie en Frankrijk achter zich. Hun coach was daar Guido Terryn. Het team was een voorstel van toenmalig Olympisch celhoofd roeien en professor L.O. aan de Universiteit Gent Jacques Vrijens. Het duo werd tijdelijk roeitechnisch getuned door de internationale Britse topcoach Mike Spracklen, die Canadese, Amerikaanse en Britse teams naar een enrome waslijst van top-prestaties leidde.
Alain Lewuillon is vandaag chief coach van de Ligue Francophone D'Aviron en zo onrechtstreeks ook verbonden aan de Koninklijke Belgische Roeibond. Hij was verantwoordelijk voor onder andere Francois Libois en Kristof Dekeyser in de begeleiding van hun internationale loopbaan. Hij is samen met Georges Higny uit Luik zonder twijfel de meest verdienstelijke roeier uit de Franse Gemeenschap in de naoorlogse periode. Alain spreekt Frans, Engels en Nederlands.
Alain Lewuillon wist in 2001 samen met broer Bruno de Atlantische Oceaan over te roeien in 49 dagen, 4 uur en 40 min. Dat is de tiende plaats in een minder dan 60 dagen-ranking van 46 ploegen, na ploegen uit Nieuw-Zeeland, Zimbabwe en het Verenigd Koninkrijk.